# Brachyphaea hulli
Brachyphaea hulli là một loài nhện trong họ Corinnidae.
Loài này thuộc chi Brachyphaea. Brachyphaea hulli được Roger de Lessert miêu tả năm 1921.